# Hippolyte François Moreau
Hippolyte François Moreau (Dijon, França, 1832 - Neuilly-sur-Seine, 1927) fou un escultor francès.
Des de ben jove treballà al costat del seu pare, el també escultor Jean-Baptiste Moreau. La seva formació continuà a París, on es traslladà amb els seus dos germans Auguste i Mathurin per estudiar a l'Escola de Belles Arts. Des de l'any 1863 fins al 1914 exposà al Saló d'Artistes Francesos. L'any 1878 guanyà una medalla en l'Exposició Universal i el 1900 la tornà a guanyar en l'Exposició Universal d'aquell any.
Pel que fa a la seva obra produeix tant gerros, com escultures, i treballà diferents materials. És l'autor de l'estàtua d'Alexis Claude Clairaut en una de les façanes de l'Ajuntament de París.

Una bona part de la seva obra es conserva al Museu de Belles Arts de Dijon, i a Catalunya a la Biblioteca Museu Víctor Balaguer es pot trobar un bust femení realitzat per Moreau.

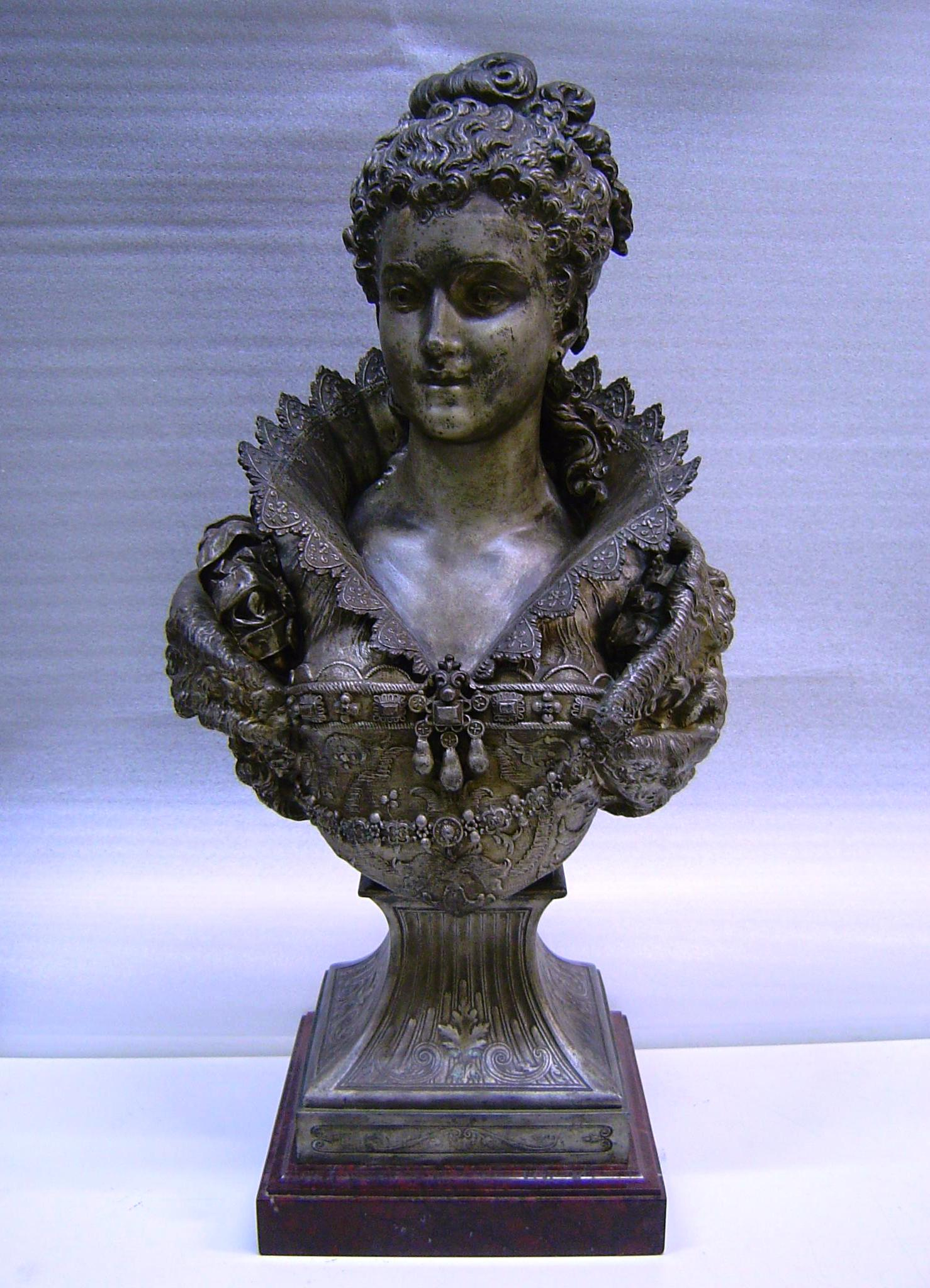
Retrat de bust frontal d'una dona jove amb vestit de gala i joies, que mira frontalment a l'espectador.Obra conservada a la Biblioteca Museu Víctor Balaguer de Vilanova i la Geltrú.